# Castelnuovo (Assis)
Castelnuovo é uma frazione do comune de Assis, província de Perugia, Itália. Tem cerca de 754 habitantes.